# 적응 장애
적응 장애(adjustment disorder, AD)는 심리사회적인 스트레스 요인(psychosocial stressor)이나 개인적인 재난같은 스트레스를 겪은 후 일정기간 이내에 발생하는 임상적으로 의미있는 감정적 내지 행동적 장애로, 다른 대부분의 특정한 정신질환과는 구별되는 특징을 보여준다. 적응 장애는 스트레스 상태가 없는 불안 장애와는 다르나, 일반적으로 강한 스트레스가 동반되어 생기는 외상후 스트레스 장애, 급성 스트레스 장애와 유사하다. DSM-III-R에서는 9가지 유형으로 적응 장애를 나눠놨지만, DSM-IV에서는 적응 장애의 임상적 특성을 분리해놓은 6가지 유형으로 나눠놨다. 적응 장애는 정신적 스트레스 요인의 크기에 비해 사회적으로나 직업적으로 지나친 정도의 기능 장애를 보이며, 적응 장애 증상이 발현하고 6개월이 지났는데도 계속 발생하게 된다면 만성, 그전에 끝난다면 급성 적응 장애로 분류하게 된다. 적응 장애는 청소년에서도 많이 발병되며, 성인의 5~21%가 걸릴정도로 많은 질환중 하나이다.

## DSM IV의 적응 장애 기준
1. 정서상 또는 행동상의 증상들이 확인 가능한 스트레스인(들)에 대한 반응으로 나타나며, 스트레스인(들)이 나타나기 시작한 지 3개월 이내에 발생함.
2. 증상이나 행동이 임상적으로 심각하며, 다음 중 한가지로 입증됨.
스트레스에 노출되었을 때 통상적으로 예상되는 정도보다 훨씬 현저한 고통
사회 또는 직업(학업)기능에서의 심각한 손상
3. 스트레스와 관련되는 장애는 다른 특정한 축1 장애의 기준에 부합되지 않으며, 이미 존재하는 축1 또는 축2 장애가 악화된 것이 아님.
4. 증상이 사별에 의해 나타나는 것이 아님.
5. 일단 스트레스 요인(또는 스트레스 결과)이 종결되면, 증상은 종결 후 6개월 이상 지속되지 않음.
6. 적응 장애에는 주로 직업적, 학문적 수행 능력의 감소 및 사회적 관계의 일시적 변화와 같은 증상이 동반됨. 또한 적응 장애는 자살 기도나 자살의 위험도 증가와 관련이 있음.

## 유형 및 세분화
- 증상에 따른 유형
  - 우울한 기분이 있는 것
  - 불안이 있는 것
  - 불안과 우울한 기분이 함께 있는 것
  - 품행 장애가 있는 것
  - 정서 및 품행 장애가 있는 것
  - 불특정형(적응 장애의 특정 아형으로 분류될 수 없는 스트레스인에 대한 부적응 반응이 있는 경우)
- 기간에 따른 세분화
  - 급성 적응 장애 : 지속 기간이 6개월 이하일 때
  - 만성 적응 장애 : 지속 기간이 6개월 이상일 때 (정의에 의하면, 증상은 스트레스인이나 그 효과의 종결 후 6개월 이상 지속될 수 없으나, 만성 세부진단은 만성적 스트레스인이나 영구적인 영향을 끼치는 스트레스인에 대한 반응으로 인해 6개월 이상의 장기간 동안 지속될 경우 해당된다.)

## 원인
- 정신사회적 스트레스
  - 입원, 질병, 수술, 비수술적 처치
  - 통증, 무력감, 죽음에의 직면 (암, 심근경색증 등)
  - 결혼, 업무의 어려움, 재정적 문제, 개인의 위기, 이혼, 별거, 수감 등
- 개인적 취약성
  - 과거에 적응 장애를 보였던 환자
  - 스트레스에 대하여 복잡하고 지속적인 심리적 반응을 보인 환자
  - 인격 장애나, 문화적·집단적 특징, 기질성 정신 장애 등으로 스트레스에 대한 개인의 감수성 증가[1]
  - 이혼 또는 별거의 상태
  - 경제적 어려움

## 같이 보기
- 임상심리학
- 윌리엄 힐리

## 참고 문헌
1. 정신 장애 사례연구, 학지사, 김청송 저
2. 중앙건강백과
3. 간편 정신 장애진단통계편람 DSM-Ⅳ-TR mini-D, 학지사, 미국정신의학회 저, 강진령 편역
4. 정신 장애의 진단 및 통계편람 제4판(DSM-Ⅳ), 하나의학사